# Samuel G. Freedman
Samuel G. Freedman (* 1955) ist ein amerikanischer Journalist und Professor an der Columbia University Graduate School of Journalism, wo er seit 1991 lehrt. Er lebt und arbeitet in Manhattan. Mit seiner Frau Cynthia hat er zwei Kinder. Sein Bruder Ken Freedman ist Manager des Radiosenders WFMU.

## Leben
Freedman wuchs in Highland Park (New Jersey) auf. Seine Ausbildung an der University of Wisconsin–Madison schloss er 1977 mit einem Bachelor in Journalismus und Geschichte ab.
Ab 1981 war Freedman für The New York Times tätig, wo er bis 1987 zum Stab der Reporter gehörte und gegenwärtig als Kolumnist über Religion und Erziehung schreibt. Als Reporter arbeitete er zudem für die Courier News in Bridgewater und Suburban Trib (eine ehemalige Beilage der Chicago Tribune). Darüber hinaus erschienen seine Artikel und Kolumnen bisher u. a. in Rolling Stone, USA Today, The Jerusalem Post und Salon.com.
1984 hielt Freedman kurzfristig eine Anstellung als adjunct professor für Theater an der School of the Arts der Columbia University.
Seit 1990 hat Freedman mehrere Sachbücher veröffentlicht. Sein Erstlingswerk Small victories (1990) wurde für den National Book Award nominiert und kam in die engere Auswahl. Für sein zweites Buch, Upon this rock (1993) erhielt er den Helen Bernstein Book Award for Excellence in Journalism der New York Public Library. Das darauf folgende The inheritance (1997) kam in die engere Auswahl für den Pulitzer-Preis.

## Werke
- Small victories : the real world of a teacher, her students, and their high school. Harper & Row, New York 1990. ISBN 0-06-016254-6.
- Upon this rock : the miracles of a black church. HarperCollins, New York 1993. ISBN 0-06-016610-X.
- The inheritance : how three families and America moved from Roosevelt to Reagan and beyond. Simon & Schuster, New York 1996. ISBN 0-684-81116-2.
- Jew vs. Jew : the struggle for the soul of American Jewry. Simon & Schuster, New York 2000. ISBN 0-684-85944-0.
- Who she was : a son’s search for his mother’s life. Simon & Schuster, New York 2005. ISBN 0-7432-2735-2.
- Letters to a young journalist. Basic Books, New York 2006. ISBN 978-0-465-02455-1.